# Béla Glattfelder
Béla Glattfelder (ur. 4 maja 1967 w Budapeszcie) – węgierski polityk i inżynier, deputowany do Parlamentu Europejskiego VI i VII kadencji.

## Życiorys
Z wykształcenia inżynier rolnictwa, ukończył w 1992 studia na Akademii Rolniczej w Gödöllő. Był pracownikiem naukowym Instytutu Badań Rolnictwa i Informatyki. Od 1990 do 2004 sprawował mandat posła do Zgromadzenia Narodowego. W latach 2000–2002 pełnił funkcję sekretarza stanu w Ministerstwie Rolnictwa.
W 2004 z listy Fideszu został deputowanym do Parlamentu Europejskiego. W VI kadencji PE pracował w Komisji Handlu Międzynarodowego, był członkiem grupy EPP-ED. W wyborach europejskich w 2009 odnowił mandat europosła.